# Seelsches Bruch

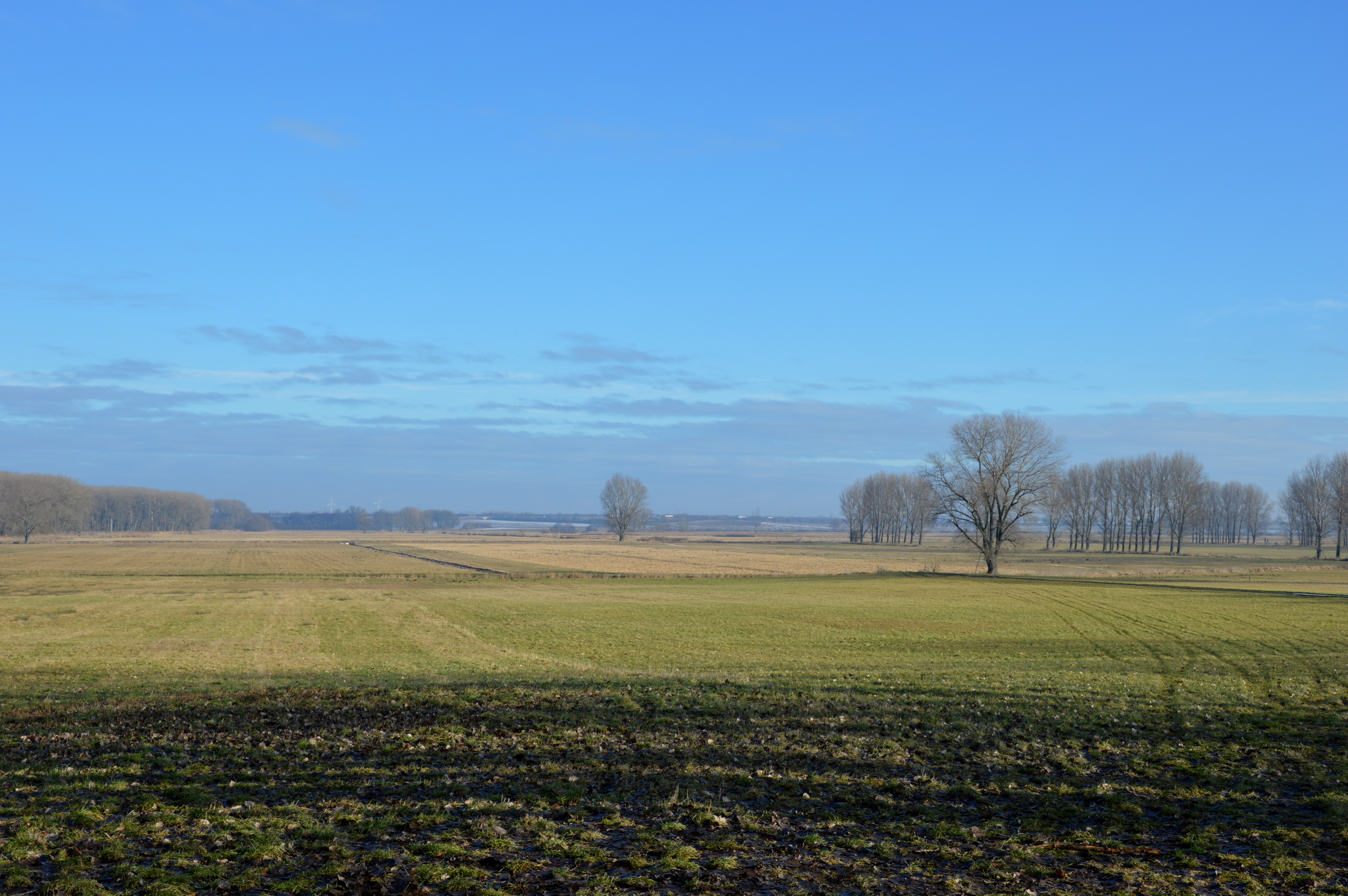
Seelsches Bruch, 2017

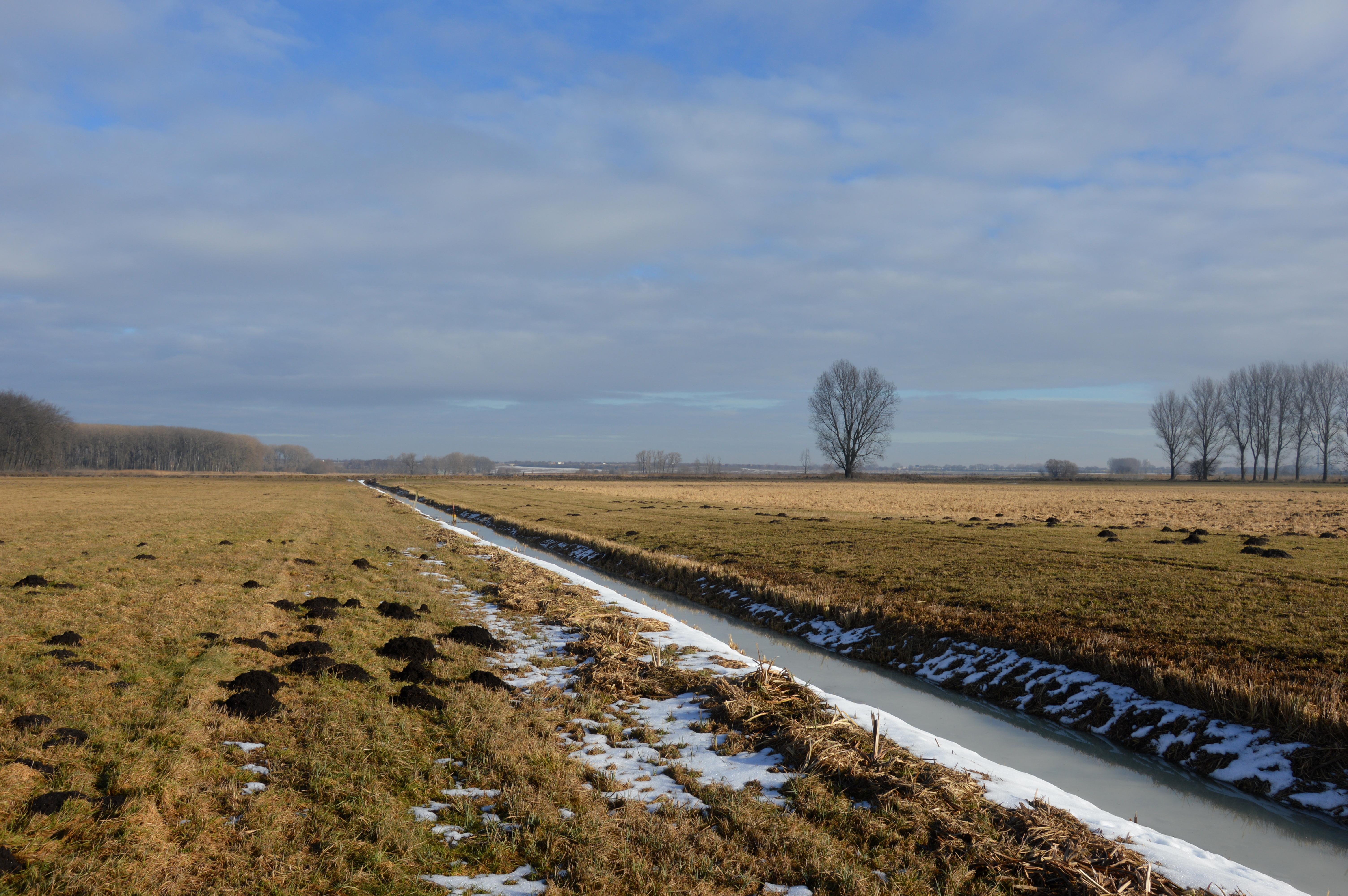
Graben im Seelschen Bruch, 2017

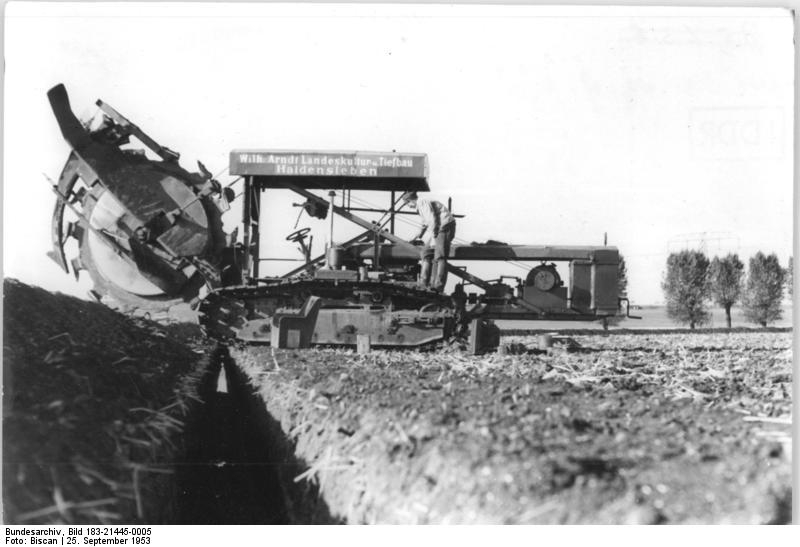
Anlage eines Entwässerungsgraben im Jahr 1953

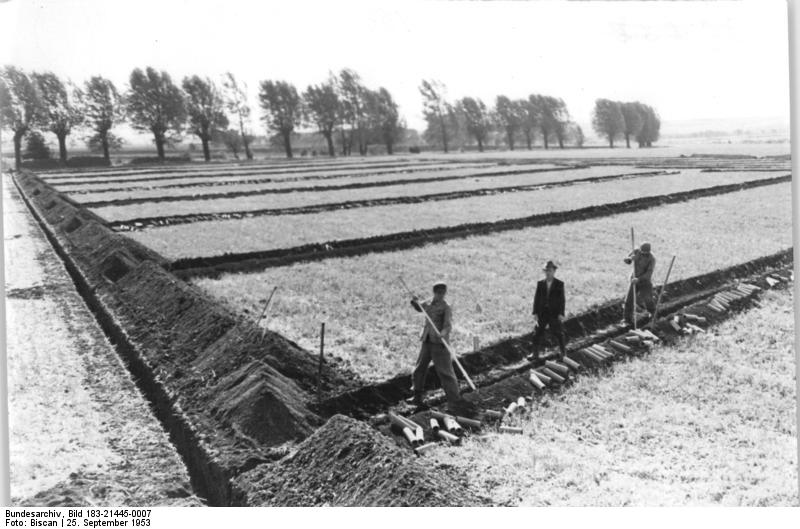
Verlegung von Drainagerohren, 1953

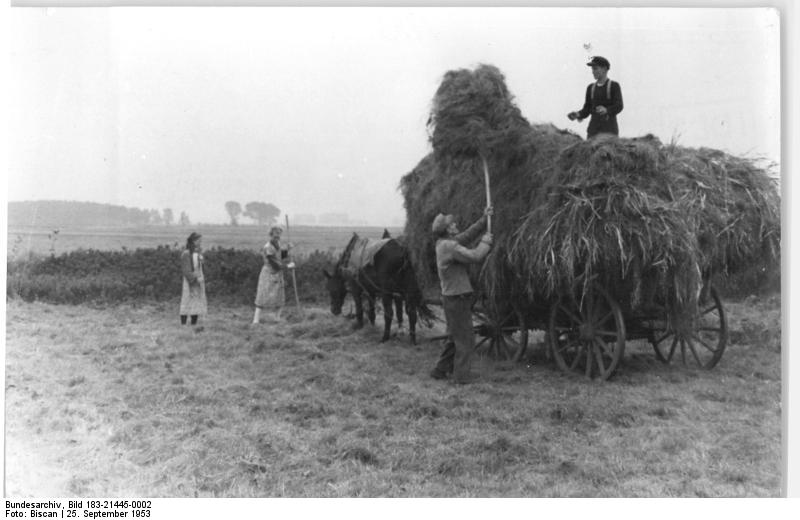
Heuernte im Seelschen Bruch im September 1953

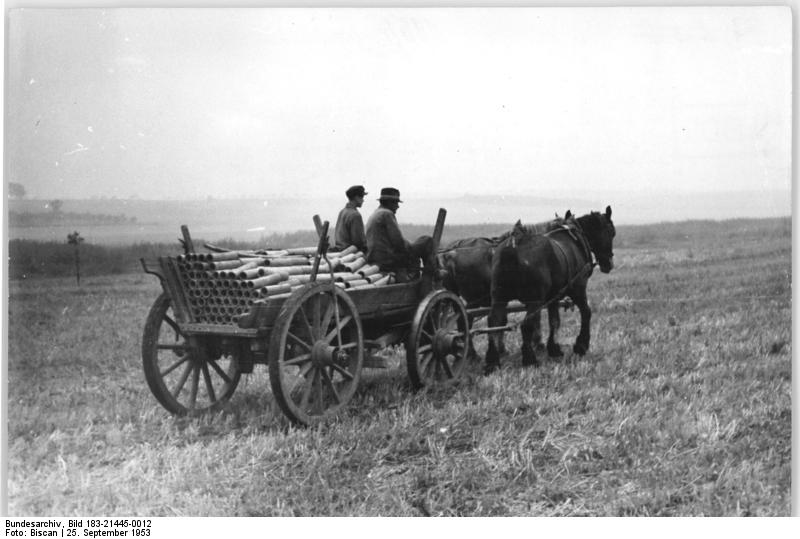
Transport von Drainagerohren durch das Bruch

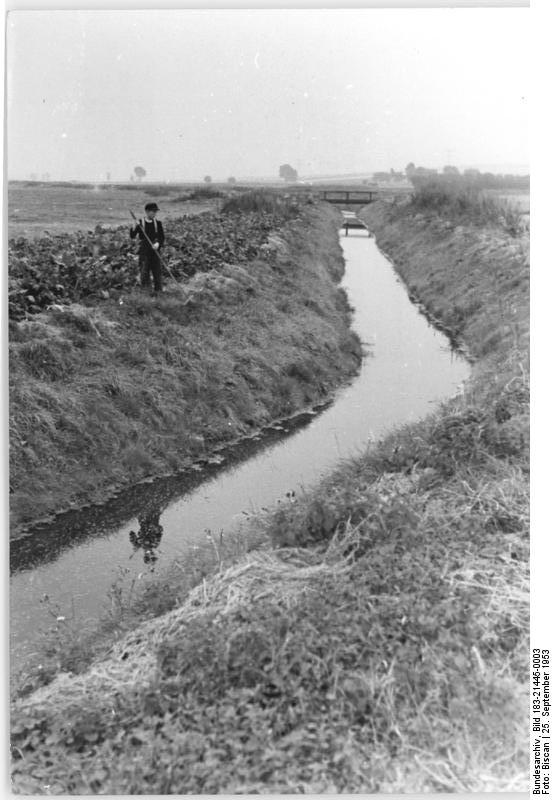
Entwässerungsgraben, 1953

Das Seelsche Bruch ist ein ehemaliger Sumpf in Sachsen-Anhalt. Es wird im Volksmund auch Et Brauk genannt.

## Lage
Der ursprüngliche See zwischen den Orten Hakenstedt, Uhrsleben, Erxleben/Eimersleben, Ummendorf und Ovelgünne wurde im Jahr 1720 trockengelegt. Südlich des Bruchs entspringt der Glockenborn.

## Geschichte
Bereits im Jahr 1550 musste der damals noch fischreiche Seelsche See angestaut werden, um den Fischern das Einkommen zu sichern. Das im Seelschen See wachsende Schilf wurde im Winter geschnitten. Es fand in den umliegenden Orten als Dacheindeckung Verwendung. Der See gehörte mit seiner nördlichen Hälfte zur Burg Erxleben und mit seiner südlichen zur Burg Ummendorf. Die Herren von Alvensleben hatten für den See sechs Pachtfischer, die überwiegend in Uhrsleben wohnten. Im See befand sich eine mit einem Fischerhaus bebaute Insel, der heutige Nesselberg. Überliefert ist, dass die Herren von Alvensleben im 17. Jahrhundert Gondelfahrten auf dem See unternahmen und ein auf der Insel errichtetes Lusthaus besuchten. Am südlichen Rand des damaligen Sees liegt der Kahnberg, der vermutlich als Anlegestelle für Fischerkähne diente.
Der Name des Sees und des heutigen Bruchs geht auf das ursprünglich südlich des Sees gelegene, heute jedoch wüste Dorf Selschen zurück. Nördlich des Sees, etwa im südöstlichen Gebiet des heutigen Vorwerk Eimersleben befand sich das Dorf Klein Hakenstedt.
Der See war dann von Verlandungsprozessen betroffen und wurde zu einem Bruch- bzw. Morastgebiet, aus dem die ehemaligen Inseln und höher gelegenen Flächen als mit Büschen bewachsene Horste herausragten.
1720 begannen Verhandlungen zur Entwässerung des Bruchs. Auf Karten aus dieser Zeit wird der See noch mit einer Länge von fünf Kilometern angegeben. Im nordwestlichen Teil des Sees zwischen dem Hülberg und dem Reiherhals wurde dann ein tiefer Graben angelegt, der das Wasser in die Aller ableitete. Zur weiteren Entwässerung wurden der Hauptgraben und diverse Nebengräben im Bruch angelegt. Die zum Rittergut Eimersleben gehörende Tiedgenmühle musste aufgrund der veränderten Wassersituation ihren Betrieb einstellen. Die Gemeinde Hakenstedt schloss sich dann dem Vorhaben an und begann ihren Teil des Bruchs ebenfalls zu entwässern. Ein wichtiger Fürsprecher des Projekts war der Schöppe Christoph Zimmermann.
Im Jahr 1724 konnten die ersten Wiesen und Ackerflächen an die umliegenden Orte verteilt werden. Für Hakenstedt wurde das Seelsche Bruch in eine Guts- und in eine Bauernhälfte aufgeteilt. Dies ist heute noch an der durch einen Graben getrennten Wegführung in das Bruch zu erkennen.
Von 1906 bis 1909 wurde das Grabensystem des Bruchs neu geregelt und 1907 eine Bruchgenossenschaft gegründet. In den 1950er Jahren erfolgten weitere Bemühungen zur Trockenlegung des Bruchs.

## Heute
In den letzten Jahrzehnten macht sich eine fortschreitende Vertrocknung des Seelschen Bruches bemerkbar.
Durch den Einfluss der sozialistischen Landwirtschaft (Großfelderwirtschaft) wurde auch das Niederwild, welches in früheren Jahrzehnten reichlich vorhanden war, fast völlig aus dem Biotop Seelsches Bruch verbannt. Im Jahr 2006 liefen Ausgleichsmaßnahmen an, die durch den Ausbau der A 2 in Gang gesetzt wurden.

## Flora und Fauna
Im Seelschen Bruch wurde das Vorkommen folgender Pflanzen festgestellt: Adonisröschen, Bärlauch, Bittersüßer Nachtschatten, Echte Schlüsselblume, Echter Baldrian, Echter Salbei, Erddistel, Feldmännertreu, Froschlöffel, Frühlings-Fingerkraut, Frühlings-Goldstern, Geflecktes Knabenkraut, Gewöhnlicher Blutweiderich, Gewöhnliche Natternzunge, Golddistel, Hahnenfuß, Herbstzeitlose, Holunder, Huflattich, Kartäusernelke, Knabenkräuter, Knöteriche, Kopfweide, Kuckucks-Lichtnelke, Pappeln, Rote Lichtnelke, Sand-Mohn, Seggen, Sumpfdotterblume, Sumpf-Herzblatt, Sumpflilie, Sumpf-Storchschnabel, Wasserdost, Wasserminze, Weißes Veilchen,  Wiesenkohl, Wiesensalbei, Wiesen-Schaumkraut und Zypressen-Wolfsmilch.
An Säugetieren wurden Bisamratte, Feldhase, Mauswiesel, Reh, Rotfuchs, Steinmarder, Wildkaninchen und Wildschwein gesichtet. Bei den Vögeln wurden schon Bekassine, Blaumeise, Blauracke, Blässhuhn, Distelfink, Fasan, Flussuferläufer, Gänse, Graureiher, Großer Brachvogel, Großer Buntspecht, Großtrappe, Höckerschwan, Kampfläufer, Kiebitz, Kolkrabe, Knäkente, Kohlmeise, Kormoran, Krickente, Kuckuck, Kranich, Lachmöwe, Lerchen, Limikole, Löffelente, Nachtigall, Neuntöter, Nilgans, Odermennige, Pirol, Raufußbussard, Rebhuhn, Ringeltaube, Rohrammer, Roter Milan, Rotkehlchen, Schwalben, Schwarzspecht, Schleiereule, Silberreiher, Stare, Stockente, Sumpfohreule, Teichralle, Turmfalke, Wacholderdrossel, Waldohreule, Weißstorch und Wiesenpieper gesichtet.
Darüber hinaus gibt es auch Egel, Erdkröte, Erdwespe, Frösche, Pfauenaugen, Schlammschnecken und Zitronenfalter.

## Sage
Zur Entstehung des ursprünglichen Sees gibt es die Sage, dass an der Stelle des Sees sich ursprünglich eine Stadt befunden habe, die dann jedoch wegen des unsittlichen Lebenswandels ihrer Bewohner unterging. Es hieß man könne bei ruhigem Wetter die Gebäude auf dem Grund des Sees sehen und die Glocken der Stadt hören.